# Auguste Du Roure de Beaumont
Pour les autres membres de la famille, voir Famille de Beauvoir du Roure.
Auguste-François-Louis-Scipion de Grimoard de Beauvoir du Roure de Beaumont est un homme politique français né le 10 août 1783 à Paris où il est meurt le 31 janvier 1858.

## Biographie
Maréchal de camp, il doit à ses liens avec la famille Sébastiani d'être élu député de la Corse de 1846 à 1848, siégeant dans la majorité soutenant la Monarchie de Juillet.

## Sources
- « Auguste Du Roure de Beaumont », dans Adolphe Robert et Gaston Cougny, Dictionnaire des parlementaires français, Edgar Bourloton, 1889-1891 [détail de l’édition]